# 亞洲空運中心

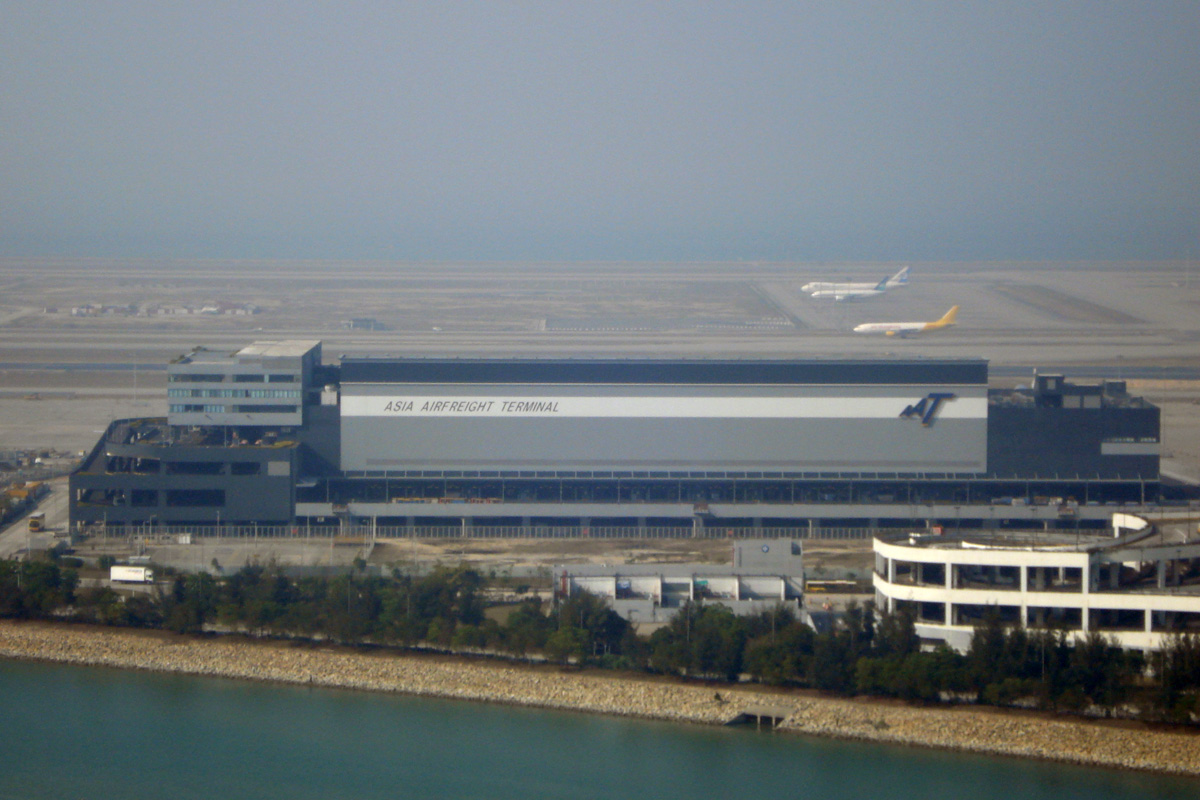
亞洲空運中心

亞洲空運中心（Asia Airfreight Terminal，縮寫：AAT）位於香港新界赤鱲角駿坪路10號，是香港國際機場的專營空運貨站，一號貨運站於1998年7月啟用。
亞洲空運中心在2007年完成擴建工程，能滿足每年高達150萬公噸的總處理量，佔香港國際機場總空運貨量的30%。在2012年共處理710,000公噸貨物，是香港第二大的空運貨運站，僅次於超級一號貨站。

## 發展沿革
香港政府鑑於啟德機場只有單一貨運營辦商提供航空貨運服務，不利香港國際機場搬遷後的商業經營模式，故此將新機場空運服務的專營權，分別批給兩個貨運營辦商，中標的專營者須自行籌措資金，興建有關設施，以及負責運作方面的事宜。專營者可自行訂定服務價格，同時政府設立價格規管機制，確保專營者以公平合理的價格提供質素優良的服務。
亞洲空運中心有限公司成功投得專營權，於1996年1月12日與香港機場管理局簽訂專營權合約，合約期為20年。根據專營權合約，亞洲空運公司須於1998年3月30日至4月5日期間發出運作就緒證明書。亞洲空運中心一號貨運站的建築工程於1996年4月展開，雖然工程曾經出現延誤，但貨站最後仍能於1998年6月先後獲發佔用許可證及發出運作就緒證明書。在香港國際機場啟用初期，由於航班資料顯示系統失靈，導致亞洲空運中心的貨物處理系統與輸送航班資料的電腦系統無法準確掌握正確的航機資訊，造成大量貨物不斷積壓，加上與停機坪服務營辦商缺乏協調，使混亂問題更加劇。亞洲空運中心其後與毗鄰的機場空運中心作出安排，在後者分拆、貯存和收集積壓的貨物，使嚴重擠塞情況逐漸紓緩，積壓的貨物到1998年8月13日清理完成。由於亞洲空運中心的運作及系統規模較超級一號貨站為小，因此遇到的困難及影響亦較為有限。
亞洲空運中心一號貨運站的最高處運量為每年42萬公噸，但由於航運業急速發展，中心在2004年的處理量已達55萬公噸。亞洲空運中心有限公司於2004年6月3日宣佈耗資17.5億港元增建以多層倉庫設計的二號貨運站，使貨運量提升3倍，於2007年3月8日啟用。亞洲空運中心曾計劃擴建三號貨運站，已向香港機場管理局繳費預留一幅4萬平方米的土地，但由於國泰航空提出興建空運貨站，有關計劃須重新研究。亞洲空運中心亦公開表示反對香港短期再增建新的空運貨站，認為相關計劃會導致供過於求，對現有的兩家空運服務專營者不利。

## 主要設施
亞洲空運中心佔地80000平方米，總樓面面積約為166000平方米，分為一號及二號貨運站，不同種類的貨物會分派到一號或二號空運貨站的不同樓層處理。中心共設有230個貨車停泊位、94個裝貨及拆貨工作台、1000個貨物儲存位置、9部堆疊式的起重機。亞洲空運中心亦應用無線射頻識別科技，控制進出貨站的車輛，並因應貨物儲存位置而自動分派貨車停泊到最合適的停泊位置。
中心設有先進的自動化貨物處理系統及特殊貨物處理設施（包括保險庫、冷藏及冷凍庫、危險物品室、放射物品室、鮮活貨及牲畜貨物中心、小型貨物儲存中心）。二號貨運站設有高達13層的預裝貨物處理系統，內設1000個預裝貨物儲存位及4台全球最高的升降轉載車（高度達44米，相等於一般樓宇的第15層），由德國空運處理系統企業Lödige Fordertechnik GmbH開發及建造，貫通貨站前沿，可迅速及穩當的進行貨物的收發及預裝等程序。樓高17層的散裝貨物處理系統，則可處理3600個散貨儲存位置的貨物。
香港海關、漁農自然護理署及食物環境衞生署於亞洲空運中心設有海關及檢疫設施。中心亦設有航空公司辦公室、綜合會議室、空中花園及24小時美食中心等支援設施。

## 國際性認可及榮譽
- ISO9001:2000文件處理及持續改善處理流程的認可
- AHM804、AHS1000認證
- OHSAS18001職業健康和安全管理體系認證
- 高科技資產保護協會（TAPA）A級貨物倉類別保安認證
- 澳洲航空：供應商評審大獎（2000年及2001年）
- 韓亞航空：最傑出空運貨站（2001年）
- Kalitta Air：2004年最佳服務大獎
- 紐西蘭航空：2004－2005年傑出貨運處理獎
- 亞太航空貨運協會：最便捷貨運機場（2005年）[10]
- 香港資訊及通訊科技獎：「最佳無間斷網絡獎」銅獎、「最佳商業系統（應用）獎」優異獎（2008年）[11]。

## 外部連結
- 亞洲空運中心 （页面存档备份，存于）官方網站